# Club Gimnasia y Esgrima y Pedernera Unidos
Gimnasia y Esgrima y Pedernera Unidos, popularmente denominado El Lobo de Pedernera, es un club deportivo argentino fundado en 1925, en la ciudad de San Luis, San Luis, conocido a nivel nacional por sus participaciones en la Liga Nacional de Básquet, donde logró dos títulos, en las temporadas 1990-91 y 1992-93. 
Su sede se encuentra situada en las calles Rivadavia y Tomás Jofre, mientras que su predio está ubicado en las calles Riobamba y Avenida Centenario. La institución actualmente cuenta con alrededor de 1000 jugadores de distinta disciplinas como básquet, fútbol, tenis, vóley, gimnasia artística, pelota paleta y tenis de mesa.
En 2018 volvió a los planos nacionales en el básquet al participar del Torneo Federal de Básquetbol, tercera división argentina.

## Básquet

### Historia
En 1989 logró el ascenso a la Liga Nacional de Básquet tras ganar frente a Quilmes de Mar del Plata con jugadores como Juan José Periccinotro, Esteban Terzzoli y José Cotic dirigidos por Ariel Rodríguez  y luego tras caer frente a Gimnasia y Esgrima (Comodoro Rivadavia) en la final de la Liga B, pero consiguiendo el segundo ascenso. En el año 1990, con el respaldo de Alberto Rodríguez Saá hermano del por ese entonces gobernador de la provincia de San Luis, Adolfo Rodríguez Saá, se dio su primera incursión en la Liga Nacional de Básquet.  En el año 1994 el club dejó de participar tras ser eliminado en la etapa de cuartos de final de la Liga Nacional de Básquet 1993-94. El club se caracterizó por el paso de jugadores que vistieron la camiseta de la selección argentina de baloncesto tales como Héctor Campana, Hernán Montenegro, Carlos Romano, Juan Espil, Raúl Merlo, Diego Maggi y Esteban Pérez. Jugó la última liga del antiguo formato de la LNB, la Liga Nacional de Básquet 1990 en la que se ubicó en el duodécimo puesto. Hizo de local en el Complejo Deportivo Ave Fénix.

#### Primer título
En la liga Liga Nacional de Básquet 1990-91, bajo la dirección técnica de Daniel Rodríguez, GEPU obtuvo el título de la mano del baloncestista cordobés Héctor Campana coronado como MVP de la temporada y MVP de las finales. Campana totalizó 1448 puntos en 46 partidos, promediando 31,5 tantos por partido, el tercer mejor promedio en la historia de la LNB y la cuarta mayor cantidad de puntos en una temporada. La final la disputó ante Estudiantes de Bahía Blanca en una serie al mejor de 7 partidos que ganó por 4-2 siendo el único equipo en ganar en un sexto partido como visitante.

Plantel Campeón:
- Héctor Campana.
- Gustavo Ismael Fernández.
- Alejandro Gallardo.
- Diego Maggi.
- Edgard Merchant.
- Carl Amos.
- Fernando Allemandi.
- Pablo Conte.
- Javier Medina.
- Leonardo Díaz.
- Juan Guinder.
- Charles Parker.
- James Parker (baja).

- Director técnico: Daniel Rodríguez

La temporada siguiente llegó nuevamente a la final de la Liga Nacional de Básquet, pero en esta ocasión fue derrotado en esta serie por 4-2 frente a Atenas de Córdoba y el MVP de las finales fue nuevamente Héctor Campana pero ahora vistiendo la camiseta del equipo rival.

#### Segundo Título
En la temporada 1992-93 GEPU se dio revancha de la final del campeonato anterior al enfrentarse nuevamente ante Atenas de Córdoba
y venciéndolo en la serie final por 4-2, triunfando nuevamente como visitante en el sexto partido de la serie. Juan Espil logró los títulos de MVP de la temporada y MVP de las finales y se consagró como goleador de la misma promediando 28,8 puntos por partido en 58 partidos y convirtiendo un total de 1672 puntos, la segunda marca más alta en la historia de la Liga Nacional de Básquet. Antonio Manno inició la temporada como entrenador del club pero finalmente Orlando Ferrato tomó las riendas del club hasta el momento de lograr el campeonato. En la etapa de los playoffs de cuartos de final, GEPU sufrió los 63 puntos del jugador de Gimnasia y Esgrima (Comodoro Rivadavia), Andrew Moten, quién estableció el récord de mayor cantidad de puntos anotados en un mismo partido de la LNB; además, en la serie final, Héctor Campana, jugando para Atenas de Córdoba le convirtió 52 puntos a GEPU, récord para esta instancia en la historia de la LNB. En esta temporada se repitieron 5 de los jugadores que obtuvieron el título en la temporada 1990-91: Gustavo Ismael Fernández, Fernando Allemandi, Carl Amos, Javier Medina y Leonardo Díaz.
Plantel campeón:
- Juan Espil.
- Gustavo Ismael Fernández.
- Esteban Pérez.
- Sergio Dacuña.
- Fernando Allemandi.
- Elnes Bolling.
- Carl Amos.
- Roland Houston.
- Javier Medina.
- Rafael Costa.
- Leonardo Díaz.
- Martín Peinado.
- Héctor Minzer
- Director técnico: Orlando Ferrato.

### Datos del club
- Temporadas en 1ª: 5.
- Temporadas en 2ª: 2.
- Mejor puesto en la liga: 1º (1990-91, 1992-93)
- Peor puesto en la liga: 12º (1990)

| Campañas en la LNB |           |          |                                    |                                    |                                    |
| N.º Temporada      | Temporada | Posición | Eliminación, oponente y resultado. | Eliminación, oponente y resultado. | Eliminación, oponente y resultado. |
| 1                  | 1990      | 12       | Fase Regular                       | -                                  |                                    |
| 2                  | 1990-91   | 1        | Campeón                            | -                                  | Estudiantes de Bahía Blanca (4-2)  |
| 3                  | 1991-92   | 2        | Final                              | -                                  | Atenas (1-4)                       |
| 4                  | 1992-93   | 1        | Campeón                            | -                                  | Atenas (4-1)                       |
| 5                  | 1993-94   | 5        | Cuartos de Final                   | -                                  |                                    |

En sus 5 temporadas en la Liga Nacional de Básquet, Gimnasia y Esgrima Pedernera Unidos consiguió 402 unidades en 245 partidos jugados con un 64,1% de partidos ganados.

### Jugadores

#### Jugadores destacados
| \| N.º \| Posición \| Nombre \| Nombre \| Período \| \| --- \| -------- \| ------ \| ------------------------ \| --------- \| \| 1 \| Escolta \| \| Héctor Campana \| 1990-1991 \| \| 2 \| Escolta \| \| Juan Espil \| 1992-1994 \| \| 3 \| Base \| \| Gustavo Ismael Fernández \| 1990-1993 \| \| 4 \| Pívot \| \| Diego Maggi \| 1990-1992 \| \| 5 \| Pívot \| \| Hernán Montenegro \| 1993-1994 \| \| 6 \| Escolta \| \| Carlos Romano \| 1990 \| \| 7 \| Alero \| \| Esteban Pérez \| 1992-1994 \| |          |                      |                          |           |
| N.º | Posición | Nombre               | Nombre                   | Período   |
| 1 | Escolta  | Bandera de Argentina | Héctor Campana           | 1990-1991 |
| 2 | Escolta  | Bandera de Argentina | Juan Espil               | 1992-1994 |
| 3 | Base     | Bandera de Argentina | Gustavo Ismael Fernández | 1990-1993 |
| 4 | Pívot    | Bandera de Argentina | Diego Maggi              | 1990-1992 |
| 5 | Pívot    | Bandera de Argentina | Hernán Montenegro        | 1993-1994 |
| 6 | Escolta  | Bandera de Argentina | Carlos Romano            | 1990      |
| 7 | Alero    | Bandera de Argentina | Esteban Pérez            | 1992-1994 |

#### Entrenadores destacados
| Nombre               | Nombre           | Período   |
| -------------------- | ---------------- | --------- |
| Bandera de Argentina | Daniel Rodríguez | 1990-1991 |
| Bandera de Argentina | Antonio Manno    | 1992-1993 |
| Bandera de Argentina | Orlando Ferrato  | 1992-1993 |

### Palmarés
| MVP Temporada Regular - Héctor Campana - 1990-91. - Juan Espil - 1992-93. MVP de las Finales de la LNB - Héctor Campana - 1990-91. - Juan Espil - 1992-93. | Mejor Sexto Hombre de la LNB - Edgard Merchant - 1990-91. Mejor Extranjero de la LNB - Carey Scurry - 1991-92. |

## Fútbol

### Historia
El equipo participa actualmente de la divisional "A" de la Liga Sanluiseña de Fútbol, en la que recientemente se consagró campeón por primera vez en su historia, y participó en el Torneo Federal Regional Amateur 2021/22, quedando eliminado en 1a. Fase.